# 韦利 (厄尔省)
韦利（法語：Vesly，法語發音：[vɛli]）是法国厄尔省的一个市镇，位于该省东北部，属于莱桑德利区。

## 地理
韦利（49°14'33"N, 1°39'9"E）面积11.96 平方千米，位于法国诺曼底大区厄尔省，该省份为法国北部内陆省份，北起滨海塞纳省，西接奧恩省和卡爾瓦多斯省，南至厄尔-卢瓦省，东临瓦兹省、瓦兹河谷省和伊夫林省。
与韦利接壤的市镇（或旧市镇、城区）包括：韦克桑地区维莱、韦克桑地区加马什、绍万库尔-普罗沃蒙、努瓦耶、盖尔尼、欧特韦尔讷、韦克桑地区莱蒂利耶。

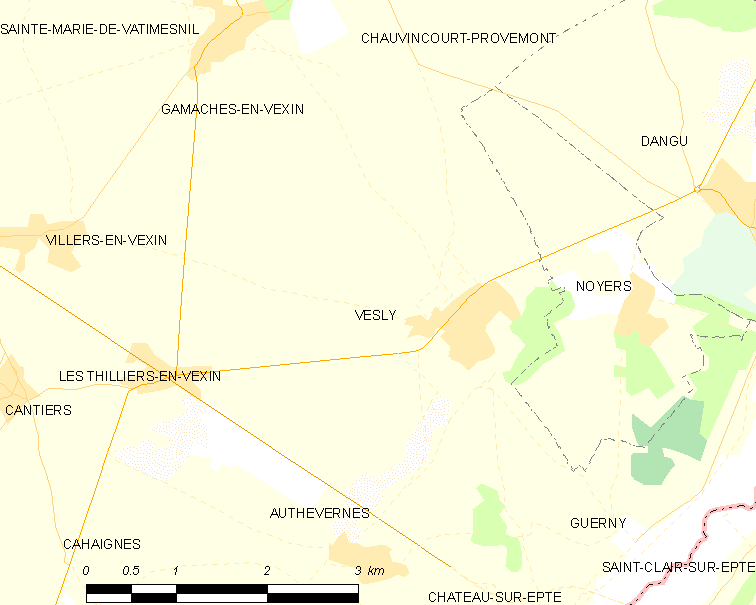
的OSM定位图

韦利的时区为UTC+01:00、UTC+02:00（夏令时）。

## 行政
韦利的邮政编码为27870，INSEE市镇编码为27682。

## 政治
韦利所属的省级选区为日索尔县。

## 人口

1962-2008年间人口变化图示

韦利于2022年1月1日时的人口数量为621人。